# Anomalon xishuangus
Anomalon xishuangus är en stekelart som beskrevs av Wang 1982. Anomalon xishuangus ingår i släktet Anomalon och familjen brokparasitsteklar. Inga underarter finns listade i Catalogue of Life.